# Criorhina takaoensis
Criorhina takaoensis är en tvåvingeart som först beskrevs av Tokuichi Shiraki 1952.  Criorhina takaoensis ingår i släktet pälsblomflugor, och familjen blomflugor. Inga underarter finns listade i Catalogue of Life.